# Langelandia brachati
Langelandia brachati is een keversoort uit de familie somberkevers (Zopheridae). De wetenschappelijke naam van de soort werd in 1983 gepubliceerd door Daffner.